# Lepanus howdeni
Lepanus howdeni är en skalbaggsart som beskrevs av Renaud Maurice Adrien Paulian 1985. Lepanus howdeni ingår i släktet Lepanus och familjen bladhorningar. Inga underarter finns listade i Catalogue of Life.